# Jock Stein
John 'Jock' Stein CBE (5 tháng 10 năm 1922 - 10 tháng 9 năm 1985) là một cầu thủ bóng đá và huấn luyện viên người Scotland. Ông là người quản lý đầu tiên của đội tuyển Anh giành Cúp châu Âu, với Celtic năm 1967. Stein cũng dẫn dắt Celtic tới chín mùa giải liên tiếp tại Giải vô địch Liên đoàn Scotland trong khoảng thời gian từ năm 1966 đến 1974.
Stein làm thợ mỏ than trong khi chơi bóng đá bán thời gian cho Câu lạc bộ Blantyre Victoria và sau đó là Albion Rovers. Anh trở thành cầu thủ bóng đá chuyên nghiệp toàn thời gian với câu lạc bộ xứ Wales Llanelli Town, nhưng trở lại Scotland với Celtic vào năm 1951. Anh đã tận hưởng thành công với Celtic, giành được Cup Coronation vào năm 1953, cú đúp danh hiệu vào năm 1954 khi vô địch giải đấu Scotland và Cup Scotland. Chấn thương mắt cá chân đã buộc Stein phải nghỉ chơi bóng đá vào năm 1957.
Celtic bổ nhiệm Stein làm huấn luyện viên đội dự bị sau khi anh thôi làm cầu thủ. Stein bắt đầu sự nghiệp quản lý của mình vào năm 1960 với Dunfermline, nơi anh giành Cup Scotland năm 1961 và đạt được một số kết quả đáng chú ý trong bóng đá châu Âu. Sau một thời gian ngắn thành công tại Hibernian, Stein trở lại Celtic với tư cách là người quản lý vào tháng 3 năm 1965. Trong mười ba năm tại Celtic, Stein đã giành được Cup châu Âu, mười giải vô địch liên đoàn Scotland, tám cúp Scotland và sáu Cúp Liên đoàn Scotland. Sau một thời gian ngắn với Leeds United, Stein đã quản lý đội tuyển bóng đá Scotland từ năm 1978 cho đến khi ông qua đời năm 1985.

## Sự nghiệp bóng đá
Sinh ra trong Burnbank, Lanarkshire, Stein đã xem bóng đá khi trốn thoát khỏi mỏ than Lanarkshire. Năm 1937, ông rời trường Greenfield ở Hamilton và sau một thời gian ngắn làm việc trong một nhà máy sản xuất thảm đã đi xuống hố để trở thành một người khai thác mỏ than. Năm 1940, Stein đồng ý ký hợp đồng với Burnbank Athletic, nhưng cha anh đã phản đối kịch liệt. Ngay sau đó, anh gia nhập Blantyre Victoria, câu lạc bộ trẻ địa phương khác.